# Matamèye
Matamèye est une localité et une commune urbaine, chef-lieu du département de Matamèye, dans la région de Zinder, au sud du Niger.

## Géographie

### Situation
Matamèye est située à 85 km au sud-ouest du chef-lieu régional Zinder et 824 km à l'est de Niamey, la capitale du pays.
|         | Kantché  | Ichirnawa |
| Daouché | Matamèye | Doungou   |
|         | Tsaouni  | Yaouri    |

## Histoire
La ville tire son nom du fait que le premier chef fut une femme, nommée par le sultan de Zinder à l'époque, ainsi les gens ont nommé le petit village Matasoum'mayé "les femmes ont dominé" en langue Haoussa la langue locale; après, le nom a évolué pour donner Matamaye.
En 1998, lorsqu'une réforme administrative était soumise au Président Ibrahim Baré Masnassara, les arrondissements du Niger sont transformés en départements dotés d'une autonomie élargie. Le directeur cantonal de Kantché a réussi à compléter la réforme administrative, selon laquelle le département de Matamèye est transformé en département de Kantché avec pour principale ville Kantché. Dans les faits, cette modification n'a pas été mise en pratique et les installations administratives du département sont restées à Matamèye, notamment en raison des coûts liés à la réinstallation.

## Population
Lors du recensement général de 2012, la population communale est relevée à 64 988 habitants, dont 27 615 habitants pour la localité principale.

## Localités
La commune s'étend sur 35 villages et de 41 hameaux au centre du département de Kantché.

## Économie
L'agriculture, l'élevage, commerce et l'artisanat.

## Culture et patrimoine
Hymne de la ville : Matamaye garin Dan Hadjara, matamaye gari ko rigagué